# Raymond Victoria
Raymond Victoria (ur. 10 października 1972 w Utrechcie) – piłkarz z Antyli Holenderskich. Występował na pozycji pomocnika.
Victoria jest wychowankiem Feyenoordu. W 1991 roku przeszedł do niemieckiego Bayernu Monachium. Zawodnikiem tego klubu był przez dwa lata, jednak nie rozegrał w nim żadnego oficjalnego spotkania. W 1993 powrócił do Holandii, podpisując kontrakt z De Graafschap. Występował tam przez 5 sezonów. W tym czasie nie odniósł z drużyną większych sukcesów. W 1998 roku, z myślą o występach w europejskich pucharach, został kupiony przez Willem II Tilburg. Wraz z tą drużyną, występował w Lidze Mistrzów, w której Willem II zgromadził 2 punkty i ostatecznie odpadł z rozgrywek. Sezon 2006/2007 spędził w cypryjskim AEK Larnaka. Latem 2007 przeszedł do ADO Den Haag. W 2008 roku zakończył karierę.